# Шевченко, Валентина Анатольевна
Валенти́на Анато́льевна Шевче́нко (исп. Valentina Shevchenko, род. 7 марта 1988, Фрунзе) — спортсменка, боксёр и боец смешанных единоборств, представлявшая на соревнованиях Кыргызстан, а с 2009 года живущая в Перу. Выступает в UFC в легчайшей и наилегчайшей весовых категориях. Двукратная и действующая чемпионка UFC в наилегчайшем весе, также ей принадлежит рекорд по количеству защит титула UFC женщиной — семь раз. Занимает 1 строчку официального рейтинга UFC среди лучших бойцов независимо от женской весовой категории (англ. pound-for-pound).

## Биография

### Детство
Родилась в городе Фрунзе, столице Киргизской ССР. Её мать Елена Аркадьевна Шевченко — заслуженный тренер Кыргызстана по тайскому боксу, глава Федерации по тайскому боксу Кыргызстана и обладательница чёрного пояса по тхэквондо. Отец, Анатолий Шевченко, три года служил на Тихоокеанском флоте ВМФ СССР.
Валентина в 5 лет начала заниматься тхэквондо вслед за старшей сестрой Антониной и мамой. Первый тренер — Павел Федотов. Он же продолжает тренировать её в течение всей карьеры.
Шевченко провела свой первый профессиональный бой в 12 лет, а её сопернице было 17. В 15 она уже дралась с 25-летней соперницей. До момента достижения Валентиной 17 лет ей искусственно завышали возраст, чтобы не шокировать зрителей.
Жила в России, где получила звания МСМК по тхэквондо и муай-тай, МС России по боксу и по дзюдо. Первый бой уже по смешанным единоборствам Шевченко провела в 14 лет.
Несмотря на то, что базовыми видами единоборств для Шевченко являются кикбоксинг и муай-тай, в детстве она практиковалась во многих других дисциплинах. Например, является мастером спорта по дзюдо. Также выступала по ушу-саньда, сётокан-карате и савату. Причём по последнему виду дралась как представительница России.

### Карьера в кикбоксинге и муай-тай
Валентина начала свою карьеру в кикбоксинге и муай-тай в возрасте 13 лет и уже через год стала чемпионкой Кыргызстана .Это стало рекордным достижением, так как до неё никто так рано не завоевывал этот титул.
В 15 лет Шевченко продемонстрировала поразительные результаты. Сначала она заняла первое место на Кубке Азии по кикбоксингу, а затем успешно выступила на мировых чемпионатах двух различных ассоциаций. На турнире WAKO Валентина завоевала бронзу, а в KF-1 Pro стала абсолютной чемпионкой. Кроме того, она выиграла мировой чемпионат по муай-тай по версии IFMA.
В 2004 году Шевченко также стала чемпионкой WAKO, победив Оксану Кинак. Переехав в Россию, Валентина уделила больше внимания тайскому боксу, где и произошла знаменитая встреча с Йоанной Енджейчик.
На арене муай-тай Валентина и Йоанна встречались три раза на мировых чемпионатах с 2006 по 2008 годы, и каждый раз Шевченко оказывалась на вершине. Валентина завоевала титул чемпиона мира по муай-тай восемь раз по версии IFMA.
Кроме своих достижений в муай-тай, Шевченко также заслужила множество наград в кикбоксинге, включая чемпионские титулы в профессиональной организации Kunlun Fight.

### До прихода в UFC: Путь Шевченко в ММА
Многие видели Валентину как кикбоксёра при переходе в UFC, однако спортсменка уже имела солидный опыт в ММА. Начиная свою карьеру в школьные годы, она провела первые 6 боев в Кыргызстане и Южной Корее, завершив их все досрочно.
Далее её путь привел её в Краснодар, где на турнире Professional Free Fight она победила Юлию Немцову удушающим приемом Иезекиля. Затем последовал перерыв, целью которого стал муай-тай.
Но вернувшись в ММА, Шевченко столкнулась с неприятной ситуацией: поражением от будущей звезды Bellator Лиз Кармуш. Несмотря на то что доминировала в бою, Пуля потерпела поражение из-за спорного момента. Однако она не унывала и доказала свою ценность, выиграв далее 4 боя подряд и обратив на себя внимание руководства UFC.

### Карьера в UFC: Взлёт к славе
Валентина дебютировала в UFC в декабре 2015 года, противостояв Саре Кауфман. Учитывая короткое уведомление о бое, победа раздельным решением стала заслуженной.
После неудачного поединка с Амандой Нунис, Шевченко была готова к поединку с Холли Холм. Этот бой был ожидаем как столкновение двух лучших ударниц в женском ММА. И после начальных трудностей, Пуля показала своё мастерство, одержав победу единогласным решением.
Впоследствии, Шевченко продолжила свой путь к вершине, одолев Джулианну Пенью и выйдя на титульный бой против Аманды Нунис. Однако бой в UFC 215 закончился одним из самых обсуждаемых решений 2017 года, с победой Нунис раздельным решением.

### Переход в новую весовую и чемпионство в UFC
Опустившись в меньший весовой класс, Валентина открыла для себя новые горизонты, завоевав чемпионский титул уже через два боя. Её путь к трону столкнул с Йоанной Енджейчик вновь. Однако изменение дисциплины не спасло Йоанну от очередного проигрыша по решению судей.
Следующие 4,5 года можно назвать эрой Шевченко: на её счету 7 защит чемпионского титула. Из них четыре завершились ранними нокаутами. Тем не менее, на UFC 275 многие заметили, что Валентина, возможно, потеряла свою былую форму, одолев Тайлу Сантос не так уверенно, как обычно.
В преддверии 285-го турнира поклонники задавались вопросом о будущем Валентины в свете последних поединков. На этот раз её соперницей стала Алекса Грассо. С самого начала Шевченко столкнулась с проблемами в управлении дистанцией, но вскоре начала доминировать в поединке. Все шло по плану до того момента, как Алекса сумела наладить контрудары. Неожиданный исход ждал в конце, когда чемпионка была поймана и отправлена на канвас. Так закончилось господство Шевченко в этом дивизионе.
16 сентября 2023 года на ринге снова встретились Шевченко и Грассо, и в этот раз дата была особенной для Алексы — День независимости Мексики. С такой поддержкой Грассо была максимально заряжена на бой.
Схватка была полна моментов и непредсказуемостей. Некоторые раунды оставались под вопросом и делили мнения экспертов. Оценки судей по итогам поединка различались: 47-48, 48-47, 47-47. Ничья в результате вызвала волну дискуссий среди фанатов ММА, особенно учитывая решение Майка Белла.

### Валентина Шевченко против Аманды Нунис
Решение по итогам поединка между Нунис и Шевченко на UFC 215 в сентябре 2017 года Два боя между Шевченко и Нунис являются культовыми в истории женского ММА. При первой их встрече обе спортсменки находились в великолепной форме, обе имели по две победы подряд. Во время UFC 196 стало ясно, что Валентине не хватает техники в начальных раундах, что и стало причиной её поражения со счетом 28-29 от всех судей.
213-й турнир был напряжен из-за инцидента на июньской пресс-конференции, когда Нунис ударила Шевченко. Однако матч был перенесен из-за проблем со здоровьем Аманды.
Противостояние между Нунис и Шевченко на пресс-конференции в июне 2017 года Их долгожданная встреча на UFC 215 была объектом многих дискуссий. Судьи присудили победу в пользу действующей чемпионки со счетом 48-47, 48-47 и 47-48. Однако такой исход не устроил Валентину и многих экспертов. Отдельные экспертные мнения утверждали, что победу заслуживала именно претендентка.
С тех пор шумиха вокруг возможной третьей встречи никогда не утихала, но два основных фактора мешали её реализации. Во-первых, Шевченко сменила весовую категорию, в то время как для Нунис потеря веса была бы проблематичной. Во-вторых, Нунис, похоже, не была заинтересована в ещё одной встрече с Шевченко. Затем, в 2023 году, Аманда Нунис объявила о завершении своей профессиональной карьеры, таким образом, их счет в противостояниях остался 2-0 в пользу Нунис.

## Спортивные достижения
Выступает по ММА с 2003 года. В своём активе имеет 27 поединков, в 23-х из которых одержала победу.
11-кратная чемпионка мира по муай-тай.
1. Чемпионка Мира IFMA, 57 кг, Казахстан 2003
2. Чемпионка Мира WMF, 57 кг, Таиланд 2006
3. Чемпионка Мира IFMA, 57 кг, Таиланд 2006
4. Чемпионка Мира IFMA, 57 кг, Таиланд 2007
5. Чемпионка Мира IFMA, 57 кг, Южная Корея 2008
6. Чемпионка Мира IFMA, 60 кг, Таиланд 2009
7. Чемпионка Мира IFMA, 63,5 кг, Таиланд 2010
8. Чемпионка Мира PRO MUAYTHAI WMC, 63 кг, Франция 2012
9. Чемпионка Мира IFMA, 60 кг, Россия, г. Санкт Петербург, 2012
10. Чемпионка Мира PRO WKL, 60 кг. Аргентина 2013
11. Чемпионка Мира IFMA, 60 кг, Малайзия, о. Лангкави, 2014

3-кратная чемпионка мира по кикбоксингу и К 1.
1. Чемпионка Мира по К-1 PROWKC , 60 кг, Лима, Перу 2013
2. Чемпионка Мира по К-1 PROWKC , 60 кг, Мексика 2013
3. Чемпионка Мира по кикбоксингу WAKO, 56 кг, Италия 2004

2-кратная чемпионка мира по MMA.
1. Чемпионка Мира по KF-1 MMA PRO, 55 кг, Корея Сеул 2003
2. Чемпионка Мира по KF-1 MMA PRO, 57 кг, Корея Сеул 2005

Кроме того, она является чемпионкой Южной Америки и панамериканской чемпионкой по муай-тай.
Обладает званием — «Лучшая женщина-тайбоксер мира».
Является МСМК по тхэквондо и муай-тай, МС России по боксу и по дзюдо.
Валентина и Антонина Шевченко — первые сёстры-бойцы в истории UFC.
Выступает за команду Tiger Muay Thai.

### Увлечения
У Валентины и Антонины Шевченко есть несколько хобби. Одно из них — танцы. Перед выходом на бой Валентина исполняет лезгинку.
На второй родине сестёр Перу огромной популярностью пользуются русские танцы, которые они исполняют на праздниках.
Ещё одно хобби Валентины и Антонины — фото- и видеосъёмка. Они окончили Институт искусств имени Бейшеналиевой по специальности «режиссура».
С 2008 года сёстры активно выступают на соревнованиях по практической стрельбе из пистолета.

## Статистика
| Боёв 30  | Побед 25 | Поражений 4 |
| -------- | -------- | ----------- |
| Нокаутом | 8        | 1           |
| Сдачей   | 7        | 1           |
| Решением | 10       | 2           |
| Ничьи    | 1        | 1           |

| Результат | Рекорд | Соперник           | Способ                                        | Турнир                                  | Дата             | Раунд | Время | Место                    | Примечание                                                                         |
| --------- | ------ | ------------------ | --------------------------------------------- | --------------------------------------- | ---------------- | ----- | ----- | ------------------------ | ---------------------------------------------------------------------------------- |
| Победа    | 25-4-1 | Манон Фьюро        | Единогласное решение                          | UFC 315                                 | 10 мая 2025      | 5     | 5:00  | Монреаль, Квебек, Канада | Защитила (1) титул чемпионки UFC в женском наилегчайшем весе.                      |
| Победа    | 24-4-1 | Алекса Грассо      | Единогласное решение                          | UFC 306                                 | 14 сентября 2024 | 5     | 5:00  | Парадайс, Невада, США    | Завоевала титул чемпионки UFC в женском наилегчайшем весе.                         |
| Ничья     | 23-4-1 | Алекса Грассо      | Ничья (раздельное решение)                    | UFC Fight Night: Грассо vs. Шевченко 2  | 16 сентября 2023 | 5     | 5:00  | Лас-Вегас, США           | Бой за титул чемпионки UFC в женском наилегчайшем весе.                            |
| Поражение | 23-4   | Алекса Грассо      | Сдача (удушение сзади)                        | UFC 285                                 | 4 марта 2023     | 4     | 4:34  | Лас-Вегас, США           | Утратила титул чемпионки UFC в женском наилегчайшем весе.                          |
| Победа    | 23-3   | Тайла Сантус       | Раздельное решение                            | UFC 275                                 | 11 июня 2022     | 5     | 5:00  | Каланг, Сингапур         | Защитила титул чемпионки UFC в женском наилегчайшем весе (7)                       |
| Победа    | 22-3   | Лорен Мерфи        | Техническим нокаутом (удары руками и локтями) | UFC 266                                 | 25 сентября 2021 | 4     | 4:00  | Лас-Вегас, США           | Защитила титул чемпионки UFC в женском наилегчайшем весе (6)                       |
| Победа    | 21-3   | Жессика Андради    | Технический нокаут (удары локтями)            | UFC 261                                 | 24 апреля 2021   | 2     | 3:19  | Джексонвилл, США         | Защитила титул чемпионки UFC в женском наилегчайшем весе (5)                       |
| Победа    | 20-3   | Женнифер Майя      | Единогласное решение                          | UFC 255                                 | 21 ноября 2020   | 5     | 5:00  | Лас-Вегас, США           | Защитила титул чемпионки UFC в женском наилегчайшем весе (4)                       |
| Победа    | 19-3   | Кэтлин Чукагян     | TKO (удары)                                   | UFC 247                                 | 8 февраля 2020   | 3     | 1:03  | Хьюстон, США             | Защитила титул чемпионки UFC в женском наилегчайшем весе (3)                       |
| Победа    | 18-3   | Лиз Кармуш         | Единогласное решение                          | UFC Fight Night: Шевченко vs. Кармуш 2  | 10 августа 2019  | 5     | 5:00  | Монтевидео, Уругвай      | Защитила титул чемпионки UFC в женском наилегчайшем весе (2)                       |
| Победа    | 17-3   | Джессика Ай        | KO (хай-кик)                                  | UFC 238                                 | 8 июня 2019      | 2     | 0:26  | Чикаго, США              | Защитила титул чемпионки UFC в женском наилегчайшем весе; «Выступление вечера» (3) |
| Победа    | 16-3   | Йоанна Енджейчик   | Единогласное решение                          | UFC 231                                 | 8 декабря 2018   | 5     | 5:00  | Торонто, Канада          | Завоевала титул чемпионки UFC в женском наилегчайшем весе                          |
| Победа    | 15-3   | Присцила Кечоейра  | Сабмишном (удушение сзади)                    | UFC Fight Night: Мачида vs. Андерс      | 3 февраля 2018   | 2     | 4:25  | Белен, Бразилия          | Дебют в наилегчайшем весе; «Выступление вечера» (2)                                |
| Поражение | 14-3   | Аманда Нунис       | Раздельное решение                            | UFC 215                                 | 9 сентября 2017  | 5     | 5:00  | Эдмонтон, Канада         | Бой за титул чемпионки UFC в женском легчайшем весе                                |
| Победа    | 14-2   | Джулианна Пенья    | Болевой приём (рычаг локтя)                   | UFC on Fox 23                           | 28 января 2017   | 2     | 4:29  | Денвер, США              | «Выступление вечера» (1)                                                           |
| Победа    | 13-2   | Холли Холм         | Единогласное решение                          | UFC on Fox 20                           | 23 июля 2016     | 5     | 5:00  | Чикаго, США              |                                                                                    |
| Поражение | 12-2   | Аманда Нунис       | Единогласное решение                          | UFC 196                                 | 5 марта 2016     | 3     | 5:00  | Лас-Вегас, США           |                                                                                    |
| Победа    | 12-1   | Сара Кауфман       | Раздельное решение                            | UFC on Fox: dos Anjos vs. Cerrone 2     | 19 декабря 2015  | 3     | 5:00  | Орландо, США             | Дебют в UFC.                                                                       |
| Победа    | 11-1   | Ян Финней          | Единогласное решение                          | Legacy Fighting Championship 39         | 27 февраля 2015  | 3     | 5:00  | Хьюстон, США             |                                                                                    |
| Победа    | 10-1   | Хеллен Бастос      | Технический нокаут (отказ от продолжения боя) | Fusion Fighting Championship 6          | 26 февраля 2014  | 2     | 3:00  | Лима, Перу               |                                                                                    |
| Победа    | 9-1    | Присцила Орельяна  | Технический нокаут (удары)                    | Fusion Fighting Championship 5          | 18 декабря 2013  | 1     | 0:50  | Лима, Перу               |                                                                                    |
| Победа    | 8-1    | Акжаркын Байтурбай | Единогласное решение                          | KF-1 — MMA World Competition            | 30 апреля 2011   | 3     | 5:00  | Сеул, Южная Корея        |                                                                                    |
| Поражение | 7-1    | Лиз Кармуш         | Технический нокаут (остановка врачом)         | C3 Fights — Red River Rivalry           | 30 сентября 2010 | 2     | 3:00  | Оклахома, США            |                                                                                    |
| Победа    | 7-0    | Юлия Немцова       | Удушающий приём (удушение «Иезекииль»)        | Professional Free Fight                 | 3 марта 2006     | 1     | 1:11  | Краснодар, Россия        |                                                                                    |
| Победа    | 6-0    | Кьюнг А Ким        | Болевой приём (рычаг локтя)                   | WXF — X-Impact World Championships      | 9 июля 2005      | 1     | 1:09  | Сеул, Южная Корея        |                                                                                    |
| Победа    | 5-0    | Роза Калиева       | Удушающий приём (сзади)                       | Kazakhstan Federation of Pankration     | 22 марта 2005    | 1     | 1:29  | Кокшетау, Казакстан      |                                                                                    |
| Победа    | 4-0    | Алла Искарёнова    | Удушающий приём (сзади)                       | Kazakhstan Federation of Pankration     | 21 марта 2005    | 1     | 1:12  | Кокшетау, Казакстан      |                                                                                    |
| Победа    | 3-0    | Эркеш Кокой        | Технический нокаут (удары)                    | KFK — Kyrgyz Federation of Kulatuu      | 15 октября 2004  | 1     | N/A   | Кыргызстан               |                                                                                    |
| Победа    | 2-0    | Ми Чои Ким         | Удушающий приём (сзади)                       | WXF — X-Impact World Championships 2003 | 9 декабря 2003   | 1     | 1:55  | Сеул, Южная Корея        |                                                                                    |
| Победа    | 1-0    | Элиза Айдаралиева  | Технический нокаут (удары)                    | KFK — Kyrgyz Federation of Kulatuu      | 21 апреля 2003   | 2     | N/A   | Кыргызстан               |                                                                                    |

## Награды

### Ultimate Fighting Championship
- - Чемпионка UFC среди женщин в наилегчайшем весе (дважды, действующая)
    - Первый кыргызстанский чемпион UFC
    - Семь успешных защит титула (первое правление)
    - Одна успешная защита титула (второе правление)
    - 8 успешных защит титула (всего)

  - Наибольшее количество титульных побед в истории женского наилегчайшего дивизиона UFC (10)
  - Вторая по количеству побед в титульных боях в истории женского UFC (10)
  - Наибольшее количество последовательных защит титула в истории женского наилегчайшего дивизиона UFC (7)
  - Наибольшее количество защит титула подряд среди женщин в истории UFC (7)
  - Вторая по количеству защит титула среди женщин в истории UFC (8)
  - Первая женщина, защитившая титул чемпиона UFC среди женщин в наилегчайшем весе
  - Первая и единственная двукратная чемпионка UFC среди женщин в наилегчайшем весе
- «Выступление вечера» (три раза) против Джулианны Пеньи, Присцилы Качоэйры и Джессики Ай
  - Наибольшее количество побед в истории женского наилегчайшего дивизиона UFC (11)
  - Наибольшее количество побед подряд в истории женского наилегчайшего дивизиона UFC (9)
  - Наибольшее количество побед нокаутом в истории женского наилегчайшего дивизиона UFC (4)
  - Вторая по количеству побед в истории женского наилегчайшего дивизиона UFC (5)
  - Наибольшее общее время боя в истории женского наилегчайшего дивизиона UFC (3:42:47)
  - Самое продолжительное среднее время боя в истории женского наилегчайшего дивизиона UFC (18:34)
  - Наибольшее количество тейкдаунов в истории женского наилегчайшего дивизиона UFC (47)
  - Наибольшее время контроля в истории женского наилегчайшего дивизиона UFC (1:25:33)
  - Наибольшее время нахождения на верхней позиции в истории женского наилегчайшего дивизиона UFC (1:14:08)
  - Второй по величине процент

верхних позиций в истории женского наилегчайшего дивизиона UFC (33,3%)
- - Вторая по величине значимая точность ударов в истории женского наилегчайшего дивизиона UFC (55,3%)
- Наименьшее количество ударов, полученных за минуту в истории женского наилегчайшего дивизиона UFC (1,75) 
  - Пятая по значимости ударов в истории женского наилегчайшего дивизиона UFC (755)
  - Наибольшее количество ударов в истории женского наилегчайшего дивизиона UFC (1790)
  - Вторая по проценту точности выполнения тейкдаунов в истории женского наилегчайшего дивизиона UFC (68,1%)
  - Третья по проценту защиты от ударов в истории женского наилегчайшего дивизиона UFC (67,1)
  - Одержала победы над пятью бывшими чемпионками UFC - Холли Холм, Джулианной Пеньей, Йоанной Енджейчик, Джессикой Андраде и Алексой Грассо.

### Почётные награды UFC
- Номинант на премию «Выбор фанатов» за лучший «нокаут года» против Джессики Ай (2019)

### Награды UFC.com
- 10-е место: «Сенсация года» против Холли Холм (2016)
- 5-е место в номинации «Лучший прием года» против Джулианны Пеньи (2017)
- 5 место: «Боец года» (2018)
- 10-е место среди лучших бойцов года и 2 место среди лучших нокаутов года против Джессики Ай(2019)
- 6-е место: «Боец года» (2020)
- 9-е место: «Бой года» против Алексы Грассо 1 и 10 место: «Бой года» против Алексы Грассо 2 (2023)

### Государственные награды
- Орден «Данк» (2019)[20][21].
- Почётный знак «За заслуги в развитии физической культуры, спорта и туризма» (24 ноября 2016 года, Межпарламентская ассамблея СНГ) — за значительный вклад в развитие физической культуры, спорта и туризма в государствах — участниках Содружества Независимых Государств, реализацию идей сотрудничества в сфере физической культуры, спорта и туризма[22].